# Liste des navires actifs de la marine populaire de Corée
Cet article dresse la Liste des navires actifs de la marine populaire de Corée (MPC) (hangeul : 조선인민군 해군, hanja: 朝鮮人民軍 海軍), branche navale de l'armée populaire de Corée, en 2020.

## Sous-marins
| Nom             | Pays constructeur      | Date                       | En service                         | Remarque                                                                                          | Photo |
| --------------- | ---------------------- | -------------------------- | ---------------------------------- | ------------------------------------------------------------------------------------------------- | ----- |
| Hero Kim Kun-ok | Corée du Nord          | Lancement 6 septembre 2023 | 1                                  | Sous-marin diesel d’attaque nucléaire tactique, de classe Romeo modifiée, porteur de 10 missiles. |       |
| Classe Sinpo    | Corée du Nord          | 2014                       | 1                                  | Sous-marin expérimental de missiles balistiques                                                   |       |
| Classe Golf     | Union soviétique       | 1958- ?                    | 10 acquis en 1993                  | Selon certaines sources, les Nord-Coréens tentent de remettre ces bateaux en service.             |       |
| Classe Sang-O   | Corée du Nord          | 1996- ?                    | 42                                 | Fabriqué en deux variantes,Sang-O (34 m) et Sang-O II (39 m)                                      |       |
| Classe Yono     | Corée du Nord          | 1965- ?                    | 36 (?) dont 10 seraient actifs (?) | L'Iran exploite une variante en tant que sous -marin de classe Ghadir                             |       |
| Classe Yugo     | Corée du Nord          | 1960- ?                    | 25 (?)                             | 2 unités vendues au Vietnam                                                                       |       |
| Classe Romeo    | Union soviétique Chine | 1957- ?                    | 20                                 | Utilisés dans divers pays                                                                         |       |
| Classe Whiskey  | Union soviétique       | 1950- ?                    | 4 (déclaré en retraite en 2014)    |                                                                                                   |       |

## Frégates et corvettes
| Nom            | Pays constructeur | Date    | En service | Remarque                    | Photo |
| -------------- | ----------------- | ------- | ---------- | --------------------------- | ----- |
| Classe Krivak  | Union soviétique  | 1970    | 1 (?)      |                             |       |
| Classe Najin   | Corée du Nord     | 1971- ? | 2          |                             |       |
| Classe Soho    | Corée du Nord     | 1982- ? | 1          | Déclaré en retraite en 2009 |       |
| Classe Nampo   | Corée du Nord     | 2013    | 2/3        |                             |       |
| Classe Sariwon | Corée du Nord     | 1960- ? | 4          |                             |       |

## Torpilleurs et bateaux lance-missiles
| Nom                           | Pays constructeur                  | Date      | En service                   | Remarque                  | Photo |
| ----------------------------- | ---------------------------------- | --------- | ---------------------------- | ------------------------- | ----- |
| Classe Nongo                  | Corée du Nord                      | 2000-     | 6 Fast Attack Craft          |                           |       |
| Classe Osa                    | Union soviétique                   | 1960-1973 | 8 Bateaux lance-missiles     |                           |       |
| Classe Huangfeng Type 021     | Hudong-Zhonghua Shipbuilding Chine | 1963- ?   | 4 Bateaux lance-missiles     |                           |       |
| Classe Sin Hung Classe Kusong | Corée du Nord                      | ? -1983   | Torpilleur de 18 m : 142 (?) |                           |       |
| Classe Komar                  | Union soviétique                   | 1952-1960 | 6+6 Fast Attack Craft        | Utilisés dans divers pays |       |
| Classe Shershen               | Union soviétique                   | 1960-1970 | 3 torpilleurs                |                           |       |
| Classe P-6                    | Chine                              | ?         | Torpilleur de 19 m : 12 (?)  |                           |       |
| Classe P 4 Classe Shinnam     | Chine                              | 1946-1956 | Torpilleur de 19 m : 3 (?)   |                           |       |

## Patrouilleurs
| Nom                           | Pays constructeur              | Date | En service                          | Remarque                                 | Photo |
| ----------------------------- | ------------------------------ | ---- | ----------------------------------- | ---------------------------------------- | ----- |
| Classe Taecheong              | Corée du Nord                  |      | 7 grands patrouilleurs              |                                          |       |
| Classe Type-037 Classe Hainan | Chine                          |      | 6 corvettes                         |                                          |       |
| Classe Chodo                  | Corée du Nord                  |      | 3 patrouilleurs côtiers             |                                          |       |
| Classe Chong-Ju               | Corée du Nord                  |      | 6 patrouilleurs-torpilleurs côtiers |                                          |       |
| Classe SO-1                   | Union soviétique Corée du Nord |      | 18 patrouilleurs côtiers            |                                          |       |
| Classe Shanghai               | Chine                          |      | 12 patrouilleurs côtiers            |                                          |       |
| Classe Shinpo                 | Corée du Nord                  |      | 18 petits patrouilleurs côtiers     | modèle acier du torpilleur de Classe P-6 |       |
| Classe Chongjin               | Corée du Nord                  |      | 54 patrouilleurs côtiers            |                                          |       |
| Classe Chaho                  | Corée du Nord                  |      | 59 Fast attack craft                | basés sur le torpilleur de classe P-6    |       |
| Classe Shantou                | Chine                          |      | canonnière                          |                                          |       |

## Navires auxiliaires
- Liste des Navires auxiliaires